# Pasuruhan Kidul
Pasuruhan Kidul is een bestuurslaag in het regentschap Kudus van de provincie Midden-Java, Indonesië. Pasuruhan Kidul telt 3736 inwoners (volkstelling 2010).